# Super Mario Run
Super Mario Run (スーパーマリオラン, Sūpā Mario Ran) é um jogo de plataforma desenvolvido pela Nintendo para iOS e Android. Foi lançado no iOS em 15 de dezembro de 2016 e foi lançado para o Android em 23 de março de 2017. É o primeiro jogo da franquia Mario desenvolvido para dispositivos móveis.
Em Super Mario Run o jogador controla o Mario enquanto ele corre automaticamente da esquerda para direita, permitindo assim o controle com uma mão tocando na tela para realizar saltos e se mantiver o contato com a tela, dará saltos mais altos. O estilo de Super Mario Run se mantém como outros jogos da mesma série, onde o jogador deve saltar sobre os inimigos, coletar moedas e evitar os perigos no caminho. O objetivo do jogador é conseguir que Mario chegue com segurança através do nível atual no menor tempo possível. O jogo teve envolvimento do criador da série Shigeru Miyamoto e pela mesma equipe que havia desenvolvido New Super Mario Bros. para o Nintendo DS, apresentando muitos conceitos de jogabilidade adaptados para serem jogados em smartphones. Os três primeiros níveis de título são gratuitos e para jogar o jogo completo é necessário fazer um pagamento único.
Super Mario Run recebeu críticas positivas por parte dos críticos. Os revisores elogiaram o valor de replay do jogo e a jogabilidade viciante, embora as críticas comuns foram direcionadas para seu preço relativamente alto no mercado mobile, bem como a necessidade de ter uma conexão de internet ativa enquanto estiver jogando. Com 50 milhões de downloads, tornou-se o jogo mobile mais baixado na sua primeira semana. O número total de downloads foi de 300 milhões em setembro de 2018.

## Jogabilidade
Super Mario Run é um jogo de plataforma em que o jogador controla o Mario. A trama começa com Mario aceitando o convite da Princesa Peach para seu castelo e acaba sendo surpreendido por Bowser sequestrando a princesa e destruindo o Reino dos Cogumelos, encarregando Mario de desfazer suas ações. O jogador pode controlar Mario tocando na tela para fazê-lo saltar sobre obstáculos maiores; quanto mais tempo a tela é tocada, mais alto ele pula. Além de controlar o nível do pulo, existe uma habilidade secreta onde o jogador desliza e segura a tela na direção oposta a Mario, parando seus saltos durante sua descida e movendo-o ligeiramente nessa direção. Ao passar em blocos de pausa, o jogador para de correr e o temporizador também e Mario está correndo. Blocos marcados com setas direcionais muda a direção de seu salto. O estilo de Super Mario Run se mantém como outros jogos da mesma série, onde você deve saltar sobre os inimigos, coletar moedas e evitar os perigos no caminho. O objetivo do jogador é conseguir que Mario chegue com segurança através do nível atual no menor tempo possível.
Shigeru Miyamoto disse em uma entrevista à revista Time que Super Mario Run foi produzido por ele com o desenvolvimento de Takashi Tezuka, e contou com uma equipe de desenvolvimento de muitos membros com experiência em jogos de plataformas do Mario. Também afirmou que o jogo tem vinculação com o serviço My Nintendo, e que tem sido aprovado pela exclusividade temporária com a Apple.